# Коронація слова — 2016

Логотип конкурсу

Коронація слова 2016 — міжнародний літературний конкурс.

## Переможці

### Відзнаки організаторів
| Відзнака                                                         | Назва твору                                 | Автор                  | Місто              |
| ---------------------------------------------------------------- | ------------------------------------------- | ---------------------- | ------------------ |
| Романи                                                           |                                             |                        |                    |
| I премія                                                         | «Я, ти і наш мальований і немальований Бог» | Тетяна Пахомова        | Радехів            |
| II премія                                                        | «Душа»                                      | Юлія Кубай             | Київ               |
| III премія                                                       | «Шизгара»                                   | Батурин Сергій         | Київ               |
| Прозові твори для дітей                                          |                                             |                        |                    |
| Кращий прозовий твір для дітей дошкільного віку                  | «Любовні історії для дітей»                 | Володимир Читай        | Київ               |
| Кращий прозовий твір для дітей молодшого шкільного віку          | «Медова казка»                              | Василь Тибель          | Рівненська обл.    |
| Кращий прозовий твір для дітей середнього шкільного віку         | «Золотий король»                            | Мія Марченко           | Київ               |
| Кращий прозовий твір для дітей старшого шкільного віку і юнацтва | «Мідне свічадо»                             | Олена Крижановська     | Київ               |
| Кіносценарії                                                     |                                             |                        |                    |
| II премія                                                        | «Бурхливі води»                             | Михайло Шворак         | Тернопільська обл. |
| III премія                                                       | «Фелікс»                                    | Микола Терещенко       | Київ               |
| Кіносценарії для дітей                                           |                                             |                        |                    |
| Кращий кіносценарій для дітей                                    | «Неповнолітні детективи»                    | Олександр Есаулов      | Київська обл.      |
| Кращий анімаційний сценарій для дітей                            | «Камелія»                                   | Лана Ра                | Київ               |
| П'єси                                                            |                                             |                        |                    |
| I премія                                                         | «Різдво»                                    | Оксана Драчковська     | Чернівці           |
| II премія                                                        | «Під знаком Пуй»                            | Володимир Купянський   | Дніпро             |
| III премія                                                       | «Діди Хрещатої долини»                      | Олег Миколайчук        | Київ               |
|                                                                  |                                             |                        |                    |
| П'єси для дітей                                                  |                                             |                        |                    |
| Краща п'єса для дітей старшого шкільного віку                    | «Завірюха»                                  | Анастасія Нікуліна     | Львів              |
| Краща п'єса для дітей молодшого шкільного віку                   | «Червона Шапочка. Історія триває»           | Ольга Байбак           | Донецька обл.      |
| Пісенна лірика                                                   |                                             |                        |                    |
| I премія                                                         | «Невидиме»                                  | Оксана Самара          | Київ               |
| II премія                                                        | «ЗахисТи»                                   | Дарина Гладун          | Хмельницький       |
| III премія                                                       | «Годинник долі»                             | Ірина Шушняк-Федоришин | Львів              |
| Пісенна лірика для дітей                                         |                                             |                        |                    |
| Кращий пісенний твір для дітей дошкільного віку                  | «День народження кульбаби»                  | Людмила Живолуп        | Черкаська обл.     |
| Кращий пісенний твір для дітей молодшого шкільного віку          | «Бім і Кеті»                                | Сірий Сергій           | Тернопіль          |
| Кращий пісенний твір для дітей середнього шкільного віку         | «А мій тато — герой!»                       | Володимир Даник        | Черкаси            |
| '                                                                |                                             |                        |                    |
| Кращий віршований твір для дітей дошкільного віку                | «Це вдягаєм на голівку»                     | Людмила Живолуп        | Черкаська обл.     |
| Кращий віршований твір для дітей молодшого шкільного віку        | «Урок»                                      | Любов Мащенко          | Чернігівська обл.  |
| Кращий віршований твір для дітей середнього шкільного віку       | «Гриць і Змієва гора»                       | Олександр Зубченко     | Київська обл.      |

### Спеціальні відзнаки
| Номінація | Назва твору                                                   | Автор                               | Місто                  |
| --- | ------------------------------------------------------------- | ----------------------------------- | ---------------------- |
| Роман |                                                               |                                     |                        |
| Спеціальна премія від Андрія Кокотюхи «Золотий Пістоль» за найкращий гостросюжетний детектив                                                    | «Коли приходить темрява»                                      | Ксенія Циганчук                     | Рівне                  |
| Спеціальна відзнака «Інші світи» від Товариства Унікальних Творців (ТУТ)                                                                        | «Сила трьох»                                                  | Богдан Маркусь                      | Київ                   |
| Спецвідзнака від Дари Корній, Тали Владмирової «Українське сучасне фентезі»                                                                     | «Волковиці»                                                   | Марина Смагіна                      | Київ                   |
| «Найкращий твір про кохання» спецвідзнака від учасниць Львівського жіночого літературного клубу                                                 | «Неспокій»                                                    | Інна Немирована                     | Кіровоградська обл.    |
| Спеціальна відзнака «Вибір видавця» | «Лаовай»                                                      | Катрусяка Кулик                     | Вінниця                |
| Спеціальна відзнака «Вибір видавця» | «Лицарі Дикого поля»                                          | Ярослава Дегтяренко                 | Запоріжжя              |
| Спеціальна відзнака «Вибір видавця» | «Реквієм для Рози»                                            | Раїса Плотникова                    | Полтавська обл.        |
| Спеціальна відзнака від Київського національного університету Шевченка — професор Анатолій Ткаченко                                             | «Подорож до Савур-могили»                                     | Йосип Струцюк                       | Луцьк                  |
| Спеціальна відзнака від Київського національного університету Шевченка — професор Анатолій Ткаченко                                             | «Коло Елу»                                                    | Андрій Цінцірук                     | Львів                  |
| Твір для дітей |                                                               |                                     |                        |
| Спецвідзнака від історико-культурного комплексу «Замок-музей „Радомишль“». Керуючий партнер Ігор Кирилюк                                        | «Казка про те і про се, а найбільше про Ромчика із Романівки» | Мар'яна Нейметі                     | Ужгород                |
| Спецпремія від дитячого журі «Вибір дітей» за кращий прозовий твір для дітей молодшого шкільного віку                                           | «Медова казка»                                                | Василь Тибель                       | Рівненська обл.        |
| Спецпремія від дитячого журі «Вибір дітей» за кращий прозовий твір для дітей дошкільного віку                                                   | «Перша пригода іграшкового песика Бублик»                     | Вікторія Коваль                     | Умань                  |
| Спецпремія від дитячого журі «Вибір дітей» за кращий прозовий твір для дітей старшого шкільного віку і юнацтва                                  | «Резонанс! Чародійка з синдромом ненормальності»              | Ольга Мігель                        | Кіровоград             |
| Спецпремія від дитячого журі «Вибір дітей» за кращий прозовий твір для дітей середнього шкільного віку                                          | «Три горішки для Сашка»                                       | Вікторія Ярош                       | Київ                   |
| Кіносценарій |                                                               |                                     |                        |
| Спеціальна відзнака від Державної прикордонної служби України                                                                                   | «Солдати не вмирають»                                         | Василь Кухар                        | Київ                   |
| Спеціальна відзнака від Одеського кінофестивалю                                                                                                 | «Легенда Карпат»                                              | Оксана і Марина Артеменко           | Київ                   |
| Вибір Генерального продюсера «1+1» | «Проліскам сніг не страшний»                                  | Валентина Семеняк, Богдан Мельничук | Тернопіль              |
| Спеціальна відзнака від народного депутата Івана Рибака                                                                                         | «Тисяча снопів вітру»                                         | Юрій Гармаш                         | Київ                   |
| Пісенна лірика |                                                               |                                     |                        |
| Спецвідзнака від Національної спілки письменників України                                                                                       | «Такі світанки безголосі»                                     | Наталка Поклад                      | Київ                   |
| Спеціальна відзнака від Центрального будинку офіцерів Збройних Сил України. Начальник Центрального будинку офіцерів ЗСУ полковник Євген Блискун | «Пам'яті Устима Голоднюка, героя Небесної Сотні»              | Степанія Білик                      | Тернопільська обл.     |
| Спеціальна відзнака «Вибір композитора» | «Мій далекий»                                                 | Марія Курінна                       | Корсунь-Шевченківський |
| Спецвідзнака від Міністерства оборони України Олексія Сергієнка                                                                                 | «Повернення»                                                  | Оксана Самара                       | Київ                   |
| Спецвідзнака від мистецького проекту «Червоне і чорне» — Леся Мудрак і Олена Карпенко                                                           | «Сестро»                                                      | Ігор Астапенко                      | Київ                   |
| Віршовані твори для дітей |                                                               |                                     |                        |
| Спецвідзнаки від бренду «Малятко» за «Кращий віршований твір для дітей старшого шкільного віку і юнацтва»                                       | «Погляд Надії»                                                | Ольга Товстоног                     | Дніпро                 |